# Instrumento transpositor
Instrumento transpositor é qualquer instrumento musical que, por qualquer razão, tem suas notas anotadas na partitura em altura diferente daquela que realmente soa. Os instrumentos que soam como escrito são chamados não transpositores.
Para evitar ambiguidades, deve ser indicada, no início da partitura, a tonalidade do instrumento, ou seja, a nota que realmente soa quando se escreve um Dó na partitura.
Por exemplo, em uma partitura escrita para clarinete em Sib, a nota que o músico toca ao ler um Dó, soa como Sib. Assim, ao realizar um arranjo que inclua um clarinete em Sib, todas as notas na partitura devem ser escritas exatamente um tom acima daquele que realmente soa.
Há diversas razões para que um instrumento seja transpositor. Alguns instrumentos como o clarinete e o saxofone possuem diversos tamanhos. Estes instrumentos são transpositores para que um músico possa tocar qualquer instrumento da mesma família, sem ter que aprender diversos dedilhados. Por exemplo, a nota escrita como Dó no saxofone alto e no saxofone tenor possui o mesmo dedilhado, mas o som produzido pelo alto é mais agudo que o do tenor. O mesmo ocorre com diversos metais, que possuem três válvulas ou pistos em configuração semelhante. Em outros casos, a transposição limita-se a aumentar ou diminuir uma oitava na escrita, para evitar a mudança de clave ou o uso excessivo de linhas suplementares ao longo da música.
A música é composta ou arranjada para que todos os instrumentos soem na mesma tonalidade. Por isso, durante o processo de composição ou arranjo, é a nota que soa que se considera. A transposição é realizada somente ao se transcrever a partitura para cada instrumento. Como a relação intervalar da escala também deve ser preservada, a armadura de clave também é transposta para refletir a transposição. Por exemplo, uma composição em Dó maior será anotada como se fosse Ré maior na partitura de um trompete em  Sib, e como Sol maior na partitura de uma trompa em Fá. Apesar disso, toda a peça soará na tonalidade correta. É só a escrita que sofre transposição.

## Transposição de oitavas
Para muitos instrumentos, cujas extensões são extremamente altas ou baixas, transpõem-se uma ou duas oitavas abaixo ou acima, para facilitar a leitura, evitando mudanças de clave ou o uso de linhas suplementares. Embora estes sejam, tecnicamente, instrumentos transpositores, eles muitas vezes não são considerados como tal, porque a transposição em oitavas não necessita de alteração de tonalidade e a nota que soa tem o mesmo nome da escrita. Um exemplo de instrumento transpositor de oitavas é o contrabaixo, que é pautado uma oitava acima do som real.

## Outras transposições
O uso mais frequente de transposições é aquele em que há famílias de instrumentos que são construtivamente iguais, mas possuem tamanhos diferentes e, consequentemente, extensões diferentes. Os maiores soam mais graves e os menores, mais agudos. Como o mesmo músico pode tocar todos os instrumentos da mesma família, é desejável que todos tenham o mesmo dedilhado, para que não seja necessário aprender uma combinação diferente, de chaves ou válvulas, para cada instrumento.
Diz-se desses instrumentos que têm uma certa tonalidade, em referência à nota fundamental da escala, que soa quando um Dó é escrito na partitura. Por exemplo: um clarinete em Sib, ou uma trompa em Fá. Quando um músico lê um Dó na partitura e toca um clarinete em Sib, vai produzir um som de Sib, enquanto um trompista, tocando uma trompa em Fá, vai ler a mesma nota e produzir um som de Fá.
Um exemplo de família de instrumentos com diferentes transposições é a das flautas. Uma flauta transversal comum possui uma extensão que vai do Dó central do piano até três oitavas acima. A flauta alto é um instrumento muito similar, tocada com o mesmo dedilhado, mas sua extensão se inicia no Sol abaixo do Dó central. Com o mesmo dedilhado que produziria um Dó na flauta, produz um Sol na flauta alto (um intervalo de uma quarta justa abaixo). Se o instrumento não fosse transpositor, um flautista teria que aprender um novo dedilhado para tocar a flauta alto. Em vez disso, a música é transposta diretamente na partitura e escrita uma quarta acima. Assim, o músico pode tocar como se o Sol, que soa, fosse um Dó e tocar com o mesmo dedilhado. 
Várias outras famílias de instrumentos seguem a mesma lógica:
- a família do clarinete (clarinete soprano em Sib, e em Lá; sopranino em Mib, e em Ré; alto em Mib; clarone em Fá; clarinete-baixo em Sib; e Lá; clarinete contralto em Mib, e em Sib.
- Alguns membros da família do oboé (o oboé propriamente não é transpositor, mas o são o corne inglês em Fá e o oboé d'amore em Lá).
- A família do saxofone (vários instrumentos em Sib, ou em Mib.
- As gaitas diatônicas, que se apresentam em qualquer das doze tonalidades e, eventualmente, uma oitava abaixo ou acima.
- A maior parte dos instrumentos de metal, que compartilham o mesmo dedilhado de chaves ou pistos.

A trompa é um caso particularmente interessante. Antes que as chaves se tornassem populares no século XIX, as trompas só podiam tocar as notas da série harmônica de uma determinada altura fundamental. Para tocar músicas em tonalidades diferentes, uma ou mais seções de tubo eram introduzidas no tudel (a seção inicial do tubo, onde é encaixado o bocal). Isso encurtava ou alongava o instrumento. Assim, toda a música era escrita, como se a trompa fosse em Dó e os tubos de extensão podiam transpor a trompa para qualquer tonalidade. Mudar as extensões era um processo demorado e, por isso, só era usado entre os movimentos ou entre canções diferentes. A introdução das válvulas evita a utilização de tubos de extensão e, hoje, a trompa é um instrumento cromático. No entanto, muitos compositores, como Richard Wagner (1813-1883) continuaram escrevendo, como se houvesse trompas em múltiplas tonalidades. Mesmo depois que se padronizou a transposição em Fá, muitos compositores não eram consistentes se desejavam que a trompa lesse uma quinta justa abaixo ou uma quarta justa acima. Por todas estas razões, é comum encontrar ainda hoje partituras escritas para trompa em Dó, Ré, Mib e Sol, entre outras. Como a trompa moderna é afinada em Fá (ou dupla afinação em Fá e Sib), os trompistas precisam, na prática, transpor mentalmente durante a execução ou transcrever todas as partituras que não estejam em Fá ou Sib.
Algumas famílias possuem instrumentos com a fundamental diferente de Dó, mas cuja escrita não é nunca transposta. O trombone, por exemplo, é construído em Sib, mas é sempre escrito em Dó. 
Também as flautas doces possuem diversos instrumentos com a fundamental em Dó ou Fá. As partituras são sempre escritas em Dó e o flautista aprende o dedilhado necessário para ler a partitura em instrumentos com dedilhado em Dó ou dedilhado em Fá. É fácil passar de um instrumento em Dó para outro em Dó, ou de um em Fá para outro em Fá, mas é preciso aprender o novo dedilhado caso se deseje passar de um instrumento em Dó para um outro em Fá, ou vice-versa.

## Razões para usar instrumentos transpositores
À primeira vista, pode parecer pouco natural utilizar instrumentos transpositores. Um clarinete em Dó é apenas um pouco mais curto do que um em Sib. Não há nenhuma razão econômica para escolher entre um e outro. Por que usar, então, um instrumento em Sib se isso aumenta o trabalho do arranjador ou do músico? 
Antes da adoção das escalas temperadas (aproximadamente na época de Bach), todos os instrumentos de sopro deviam ser construídos especificamente para a tonalidade em que tocavam. Se isso não fosse feito, ocorriam desafinações em diversas notas da escala. É por isso que existiam famílias de instrumentos em várias tonalidades e se usavam os tubos extensores nas trompas. 
Uma vez que a escala bem temperada foi adotada, isso deixou de ser necessário, pois podiam ser construídos instrumentos que se afinassem bem em diversas tonalidades. No entanto, notou-se que alguns instrumentos soam melhor numa tonalidade do que noutras. O clarinete em Dó, por exemplo, tem uma sonoridade desagradável, assim como as versões em Ré e Mib, e, rapidamente, caíram em desuso. Como o clarinete em Sib soa melhor, ele foi adotado como padrão, com poucas exceções. O mesmo acontece com o trompete em Sib, a trompa em Fá e o trombone em Sib.

## Notação na partitura do regente
Na partitura do Maestro, a música não precisa ser transposta, uma vez que ele não precisa conhecer os aspectos técnicos de execução de cada instrumento. No entanto, é frequente a notação transposta na partitura orquestral. Esta prática facilita a comunicação verbal entre o maestro e os músicos durante os ensaios, uma vez que ambos leem a mesma nota e ninguém precisa transpor no momento da fala. Algumas editoras musicais, principalmente na música contemporânea, escrevem na partitura do maestro a nota que soa (no máximo com transposições de oitava). A justificativa dessa prática é que fica mais fácil para o condutor reconhecer a relação harmônica entre as partes se as notas forem escritas como soam.